# قطن مصري

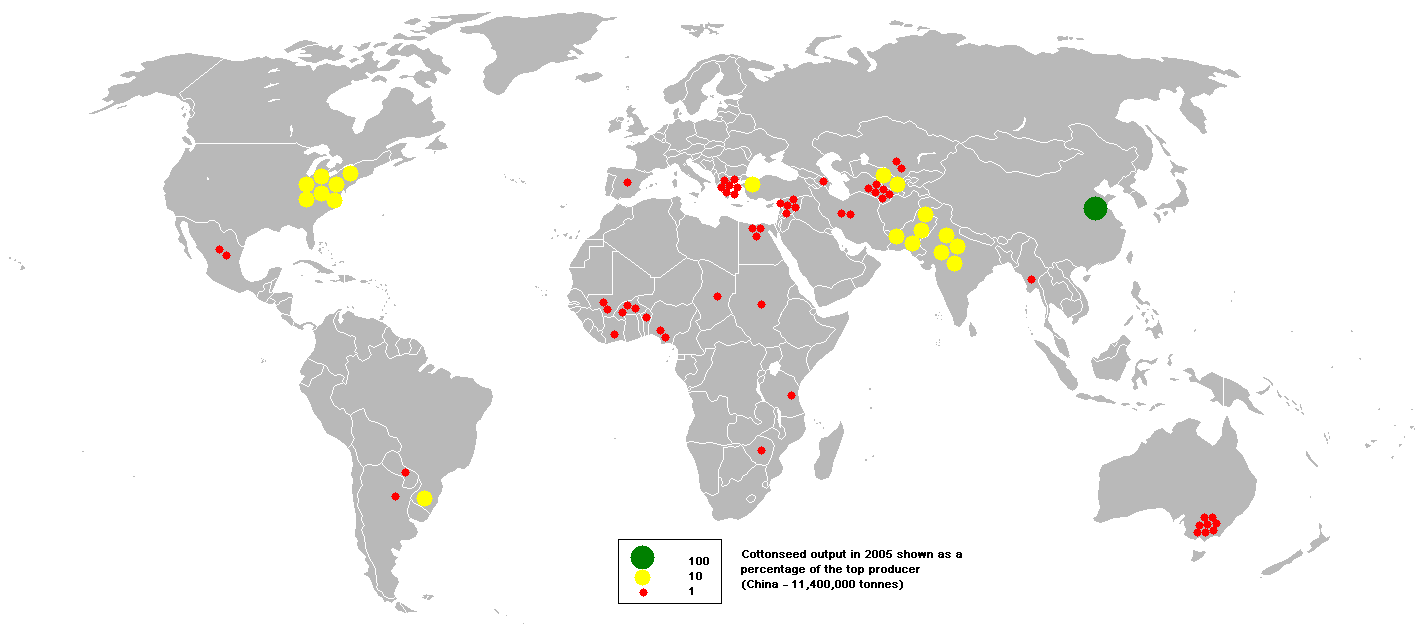
خريطة تخيلية تظهر التوزيع العالمي لانتاج القطن في عام 2005 كنسبة مئوية من المنتج الأول (الصين - 11400000 طن) وملاحظ تدني إنتاج القطن المصري.

القطن المصري أو قطن هو واحد من عدة أنواع من القطن، ينتمي إلى الفصيلة الخبازية. يشتهر بزراعته منذ العصور القديمة، وعرف واستخدم على شكل خاص في القرن التاسع عشر عندما تم تطوير نوع منه يحتوي على ألياف طويلة. يطلق عليه أسماء أخرى وهي: قطن جزيرة البحر، وقطن البيما، والقطن الطويل.
يعتبر هذا النوع من القطن نبات استوائي معمر حساس للصقيع ينتج أزهارًا صفراء وبذور سوداء. ينمو على شكل شجيرة أو شجرة صغيرة وينتج قطنًا بألياف حريرية طويلة بشكل غير عادي.
نشأ القطن المصري في مصر القديمة، ويُزرع اليوم في جميع أنحاء العالم بما في ذلك الصين والسودان والهند وأستراليا وبيرو وإسرائيل وجنوب غرب الولايات المتحدة وطاجيكستان وتركمانستان وأوزبكستان. يمثل القطن المصري حوالي 5 ٪ من إنتاج القطن في العالم.

## مميزات
يتميز القطن المصري بأنه «طويل التيلة» كما أنه يتميز بالنعومة التي تؤهله للاستخدام في صناعة المنسوجات العالية الجودة، بخلاف الفصائل الأخرى من القطن المنتشرة في بقاع العالم التي تزرع القطن.
يتم تصدير غالبية محصول القطن المصري عالي الجودة إلى جميع أنحاء العالم، نسبة قليلة منه تستخدم في التصنيع المحلي، ذلك أن التصدير يدر دخلاً أكثر من تصنيعه.

## تاريخ
قام محمد علي باشا بزراعة القطن في مصر وأقام عليه عدة صناعات أهمها:
- الصناعات التجهيزية: وتمثّلت في صناعة آلات حلج وكبس القطن وفي مضارب الأرز ومصانع تجهيزه، وتجهيز التيلة للصباغة، ومعاصر الزيوت، ومصانع لتصنيع المواد الكيماوية.
- الصناعات التحويلية: وهي الصناعات المتعلقة بالغزل والنسيج بكافة أنواعه، وأقام مصانع للنسيج، وكان أول مصنع حكومي بمصر هو «مصنع الخرنفش للنسيج» وكان ذلك في عام 1816، وأيضًا أنشأ «مصنع الجوخ» الذي جلب له خبراء من بريطانيا للتأسيس وإدارة تلك الصناعة في مصر بالإضافة إلى تعليم العاملين في هذا المصنع أسرار الصنعة لتقوم عليهم بعد ذلك تلك الصناعة، وكان الغرض من إنشاء مصنع الجوخ هو توفير الكسوة العسكرية للجيش المصري.

## مشكلات تواجه القطن المصري
تواجه صناعة القطن المصري تحديات، إذ تم بشكل تدريجي استبدال نوعية القطن المصري الطويل التيلة بأنواع أخرى أقل جودة.
بالإضافة إلى ضعف إمكانيات تصنيع المنسجات من القطن المصري والخسائر التي تواجه شركات القطاع العام التي تقوم بصناعة منسوجات القطن المصري.

## احصائيات

### 2010
بلغ إجمالي ارتباطات تصدير الأقطان المصرية، من محصول موسم 2008/2009 كمية 287130 قنطارا، بعد التعاقد على تصدير 12620 قنطارا مؤخرا، بقيمة 37.7 مليون دولار.
وقال محمد الشيوي، مندوب الحكومة لدى اتحاد مُصدّري الأقطان: «إن عدد الدول المتعاقدة على استيراد الأقطان المصرية 20 دولة، احتلت قطر المركز الأول بنسبة 38.12% من التعاقدات الإجمالية، تليها الصين بنسبة 16.74٪ ثم تركيا 15.96 %.
وأضاف: «بلغت كمية الأقطان التي تم شحنها من بداية الموسم حتى 18 أبريل الجاري كمية 126090 قنطارا، بنسبة 43.91٪ من إجمالي الارتباطات. الآفات التي تصيب محصول القطن